# النقش جسناب 17
النقش جسناب 17 (يُعرف أيضًا بـJSNab 17 أو نقش الرقوش أو نقش الرقاش) هو نقش جنائزي من مدائن صالح، المملكة العربية السعودية. يعود تاريخها إلى عام 267 ميلادي، وقد كُتبَت بمزيج من الآرامية النبطية والعربية. بالإضافة إلى اللغتين، فهي تتميز باستخدام اللقب التوحيدي المحتمل رب العالم.

## النص والترجمة
يقرأ كانتينو النقش على النحو التالي (وهو مترجم من الإنجليزية للعربية):
1. ث ق ب ر ص ن ش ك ب ر
2. حرت لرقوش برات
3. ʕbdmnwtw ʔmh لماذا
4. هلكت بي ʔlḥgrw
5. شنت ميه وشتين
6. وتريين برحمة تموز وعل
7. مري علم من يسنلجبرو
8. دع ومن يبثه حَشي و
9. ولد ولن من يير دي ʔ ʕly mnh

يقدم كانتينو الترجمة التالية (مترجمة هنا من الفرنسية):
1. وهذا قبر كعب بن
2. من أريتاس صنع لراكوش ابنة
3. عبدمانوتو، والدته. هي
4. توفي في الحجر
5. في عام مائة وستين
6. اثنان في شهر تموز. و قد
7. لعنة الله على من يغير هذا القبر.
8. ومن يفتحه غيره
9. ذريتها، ولعن من بدل ما فيها.

يقرأ أوكونور النص ببعض الاختلافات. وهذا يؤدي إلى النص الآني:
1. وأما هذا القبر/ فهذا قبر دفنه كعب
2. شريط حريطات صنع لرقاش بيرات
3. عبد منات أمه. وهي
4. توفي في الحجر
5. (في) سنة مائة وستين
6. اثنتين في شهر تموز. و قد
7. لعنة الله على من يغير هذا القبر
8. أو افتحه واحفظه
9. الذي ولده (كعب). ولعن من دفن فيها أو نبش منها. "

## اللغة
في إشارة إلى خلط الآرامية والعربية، يقول أوكونور إن "نقش رقاش أقرب إلى كونه لغزًا متعدد اللغات من النص النبطي العادي".

## روابط خارجية
- JSNab 17 في قاعدة بيانات DiCoNab